# FK ZIK Prilep
FK ZIK Prilep (makedonski: ФК „ЗИК Прилеп“) bio je nogometni klub iz Prilepa, Sjeverna Makedonija.
Osnovan je tijekom 1960-ih, a ugašen tijekom 1980-ih.

## O klubu
FK "ZIK Prilep" osnovan je nakon formiranja ZIK Prilep od tada postojećih poljoprivrednih imanja u selima Slavej, Dolneni i Topolčani. Glavni inicijator za osnivanje kluba bio je tadašnji direktor Ilija Roceski. Uostalom, klub je osnovan tijekom 1960-ih spajanjem kvartovskih FK "Hajduk" i FK "Graditelj". Među njegovim najuspješnijim trenerima bio je Blagoja Bašeski.
FK "ZIK Prilep" uglavnom se natjecao u regionalnoj ligi, Pelagonskom ili Bitolskom podsavezu, a 1970. godine plasirao se u Republičku ligu. FK "ŽIK Prilep" igrao je nogometne utakmice u sportskom centru u blizini bazena.